# Lyudmila Dmitriadi
Lyudmila Leonidovna Dmitriadi (Людмила Леонидовна Димитриади), (ur. 24 września 1968) – uzbecka lekkoatletka, specjalizująca się w biegach sprinterskich. Uczestniczka igrzysk olimpijskich w Atlancie (1996) i Sydney (2000).

## Występy na igrzyskach olimpijskich
W Atlancie Dmitriadi wystartowała w dwóch biegach na 100 i 200 m. W biegu na 100 m uzyskała czas 12,04 s zajmując 6 miejsce w jej biegu eliminacyjnym. Nie awansowała do dalszej rywalizacji. Została łącznie sklasyfikowana na 37 miejscu. W biegu na 200 m uzyskała 24,88 s, zajmując 8 miejsce w biegu eliminacyjnym. Nie awansowała do dalszej rywalizacji. Została łącznie sklasyfikowana na ostatnim 47 miejscu.
W Sydney Dmitriadi wystartowała tylko w sztafecie 4 x 100 m. Sztafeta uzyskała czas 45,14 s i zajęła 6 miejsce w biegu eliminacyjnym. Nie awansowała do dalszego etapu zmagań. Ostatecznie sztafeta została sklasyfikowana na 23 miejscu.